# Huldas Karin
Huldas Karin med inledningsorden "Åjianemej va de virvlar å ryker utanför farstun te mormors kök!" är en visa till Bohuslän, skriven av Evert Taube och publicerad i hans visbok Ballader i det blå 1948. Visan har föredragsbeteckningen Bohusrill, quasi pas de quatre.
I Huldas Karin använder sig Evert Taube av dialekt, ett av de stilmedel han gärna brukade ("å hönera å tuppen di kacklar å flyr!") för att ge sången autenticitet och lokalfärg.
Under några somrar från 1942 var Taube gäst på  Ängön på Orust hos lantbrukarna Hulda och Anders Johansson. Han var ditskickad av sin vän och läkare Ernst Sahlén för att bota sin astma. I sången utspelar sig en dialog mellan dottern Karin vid det vedeldade bykkaret och den förbipasserande poeten. Berättelsen utspelas på Stättebacken, samma miljö som omnämns i visan Maj på Malö.
Huldas Karin var en verklig person och kom senare att heta Karin Jarnedal (1926-2001). Karin gifte sig med John Jarnedal och fick tre barn, Eva, Annika och Hans. Hennes dotter Eva Jarnedal är en del av musikgruppen Öbarna som spelat in flera av Taubes visor.

### Fotnoter
1. ↑  italienska: 'ungefär som'
2. ↑  Taube, Evert; Söderström Nils B., Henschen Helga (1948). Ballader i det blå: dikter och melodier. Stockholm: Bonnier. Libris 1252093
3. ↑  Birgitta Tingdal (2011). ”Taube höll stimen på toppen”. Språktidningen 6:  sid. 30–35.
4. 1 2  Sandberg, Peter (14 maj 2006). ”Här bykade Huldas Karin”. Dagens Nyheter. http://www.dn.se/resor/sverige/har-bykade-huldas-karin. Läst 23 april 2012.
5. ↑  Taube, Evert; Palm Anders, Stenström Johan (2009). Sångboken. Stockholm: Bonnier fakta. Libris 11367437. ISBN 978-91-7424-031-3 (inb.)
6. ↑  Sveriges dödbok 1947-2003, (CD-ROM version 3.0), utgiven av Sveriges Släktforskarförbund 2005